# Дальше действовать будем мы
«Да́льше де́йствовать бу́дем мы» — песня рок-группы «Кино», вошедшая в альбом «Группа крови» в 1988 году. Из песен, вошедших в альбом «Группа крови», эта песня была написана одной из первых. Имеет второе название — «Марш мира».
Песня вошла также в короткометражный фильм Рашида Нугманова «Йя-хха» (1986 год) и фильм Сергея Лысенко «Конец каникул» (1986 год).

## История
Премьера песни состоялась 1 июня 1986 года на IV фестивале Ленинградского рок-клуба. Во время исполнения песни на фестивале на сцене в составе группы, вместе с четырьмя музыкантами группы «Кино», были художник Сергей Бугаев за барабанами и клавишник Дмитрий Павлов.

«Африка» вообще не может барабанить и никогда не барабанил, только мог сбивать с ритма, но меня не собьёшь, конечно. Мы всегда играли тем составом, который есть. А все остальные, это приятели и какие-то случайные люди, которые никакой функции музыкальной не исполняют.
— Георгий Гурьянов о выступлении 
Сохранился отзыв об этом фестивальном выступлении в самиздатовском журнале «Рокси»:
Неудачное выступление „Кино“ всё ещё остаётся для меня загадкой. В чём-то это можно объяснить тем, что на первых полутора вещах в зале горел свет, и Виктору это сломало настрой. В чём-то тем, что Виктор позволил себе сломаться. В чём-то усталостью публики от „Зоопарка“, „Игр“, „АукцЫона“. Сидящие в зале понимали, что всё идёт так, всё идёт как надо, и ничего не могли с собой поделать. „Кино“, всегда бравшее зал эмоциональным настроем прорванной энергетической плотины, к середине концерта этот напор потеряло, будто воды за стенкой дамбы не хватило. Чёрт его знает, что произошло, но приз за лучшие тексты Цой получил совершенно заслуженно. Да и музыкально — очень здорово. Такое впечатление, что Цой, пройдя через разные заморочки, снова вернулся к простоте и душевности „Сорока пяти“, только на более высоком уровне.

## В записи участвовали
- Виктор Цой — ритм-гитара, вокал
- Георгий Гурьянов — ударные, бэк-вокал
- Юрий Каспарян — основная гитара, бэк-вокал
- Андрей Сигле — клавишные
- Игорь Веричев — шумы
- Игорь Тихомиров — бас-гитара

## Кавер-версии
- Группа «C File» делала кавер-версию для трибьюта группы «Кино» «КИНОпробы», но в трибьют эта песня не попала[3]. В 2004 году кавер-версия песни вошла в альбом «Контроль» группы «C File»; кроме того, этот кавер был в предыдущих релизах группы[4].
- Группа «ПрАтеZZ» исполняет кавер-версию песни на концертах[5].

## Песня в современное время
1 апреля 2011 года, на вечеринке в честь открытия миллионной карты банка «Тинькофф Кредитные Системы», стало известно, что неисключительные права на песню приобрел Олег Тиньков. По словам Тинькова, права на хит группы «Кино» он приобрёл у Александра, сына Виктора Цоя, в начале марта 2011 года. Переговорами от имени бизнесмена занималась фирма «Moroz Records». Название песни стало слоганом банка, а также используется в фоновой заставке в интернет-передаче «Бизнес-секреты с Олегом Тиньковым».
В 2010 году песня вошла в саундтрек фильма «Игла Remix» в аранжировке Игоря Вдовина. Новая аранжировка песни стала главной темой кинофильма, а строчка из неё — «Мы пришли сказать вам о том, что дальше…» — стала слоганом к фильму. В записи новой версии песни приняли участие музыканты группы «Кино»: гитарист Юрий Каспарян, басист Игорь Тихомиров и барабанщик Георгий Гурьянов.